# روي جاكسون (فنان)
روي جاكسون (بالإنجليزية: Roy Jackson)‏ هو فنان أسترالي، ولد في 1944، وتوفي في 2013.